# Jorma Härkönen
Jorma Härkönen (* 17. Mai 1956 in Saari) ist ein ehemaliger finnischer Mittelstreckenläufer, der sich auf die 800-Meter-Distanz spezialisiert hatte.
1982 gewann er Bronze bei den Leichtathletik-Europameisterschaften in Athen, und 1983 erreichte er bei den Leichtathletik-Weltmeisterschaften in Helsinki das Halbfinale.
Fünfmal wurde er finnischer Meister im Freien (1980–1984) und dreimal in der Halle (1980, 1982, 1983).

## Persönliche Bestzeiten
- 800 m: 1:46,39 min, 7. August 1983, Helsinki
  - Halle: 1:51,2 min, 7. Februar 1982, Vierumäki
- 1000 m: 2:19,44 min, 4. August 1981, Lahti